# Orbetello-Monte Argentario
Orbetello-Monte Argentario (włoski: Stazione di Orbetello-Monte Argentario) – stacja kolejowa w Orbetello, w prowincji Grosseto, w regionie Toskania, we Włoszech. Stacja znajduje się na linii Piza – Rzym i obsługuje również obszar turystyczny Monte Argentario.
Według klasyfikacji RFI posiada kategorią srebrną.

## Historia
Stacja Orbetello-Monte Argentario została otwarta tuż po połowie XIX wieku, 15 czerwca 1864, razem z linią Piza – Rzym.
W 1912 roku otwarto linię kolejową Orbetello – Porto Santo Stefano, gdzie trasa rozpoczynała się od południowej strony stacji, biegnąć przez Lagunę Orbetello, następnie u podnóża Monte Argentario, kończąc w strefie przemysłowej obszaru Porto Santo Stefano. Od 1944 roku, gdy naloty alianckie poważne uszkodziły obiekty kolejowe, linia do Porto Santo Stefano została zamknięta i od tego czasu miasto było obsługiwane przez autobusy, obecnie zarządzane przez Tiemme.

## Linie kolejowe
- Piza – Rzym

## Ruch
Stacja Orbetello-Monte Argentario jest punktem zatrzymania wszystkich pociągów regionalnych, InterCity oraz niektórych Frecciabianca na trasie Rzym-Genua.
Ponad 400 osób dziennie jest obsługiwanych na stacji.
Stacja jest połączona z centrum Orbetello, różnymi częściami gminy oraz miejscowościami Porto Santo Stefano, Porto Ercole i Monte Argentario poprzez sieć firmy autobusowej Tiemme. Przystanek autobusowy znajduje się w tym samym miejscu oraz duży parking samochodowy.